# Naturschutzgebiet Pragpaul
Das Naturschutzgebiet Pragpaul ist ein 70 ha großes Naturschutzgebiet (NSG) nördlich von Altena im Märkischen Kreis in Nordrhein-Westfalen. Es liegt teilweise auch auf Gemeindegebiet von Nachrodt-Wiblingwerde. Das NSG wurde 1999 und 2004 von der Bezirksregierung Arnsberg per Verordnung als NSG ausgewiesen. Das NSG ist seit 2004 Teil des FFH-Gebietes Schluchtwälder im Lennetal (Nr. DE-4712-301), das mit insgesamt 202 ha Größe ausgewiesen ist. Der namensgebende Altenaer Ortsteil Pragpaul wird vom NSG umschlossen.

## Gebietsbeschreibung
Bei dem NSG handelt es sich um artenreiche Hangmischwälder auf den zur Lenne hin exponierten, felsreichen Steilhängen. Beim Wald handelt es sich um Rotbuchenwälder, Schluchtwald, Niederwald und Hangmischwälder. Im NSG treten an verschiedenen Stellen Felsen und Klippen zu Tage. Ein naturnaher Flussabschnitt mit Unterwasservegetation und Ufergehölze sowie die Lenneinsel Werth mit ihrem naturnahen Auwald gehören zum NSG.
Laut Fachinformationssystem des Landesamtes für Natur, Umwelt und Verbraucherschutz Nordrhein-Westfalen ist das NSG wegen seiner engen Verzahnung und gutem Erhaltungszustand von überregionaler Bedeutung.